# Penkenbahn
De Penkenbahn  is een kabelbaan in de Oostenrijkse plaats Mayrhofen in het Zillertal. De Penkenbahn is in 2015 gebouwd door het bedrijf Doppelmayr ter vervanging van de oude, in 1995 door Waagner Biro gebouwde Penkenbahn. Deze verving op zijn beurt de oude, in 1953 gebouwde (ook door Waagner Biro), Penkenbahn.
Het dalstation van de Penkenbahn ligt op 655 meter boven zeeniveau in het centrum van het dorp Mayrhofen, het bergstation op 1790 meter. In één cabine van de Penkenbahn kunnen 24 mensen zitten en 8 staan. Er kunnen in totaal 48 cabines ingezet worden, daarmee kunnen in één uur 3840 personen naar boven én naar beneden worden vervoerd. De kabelbaan verplaatst zich met 7,5 meter per seconde, waardoor het traject kan worden afgelegd in 8 minuten. De Penkenbahn is de eerste driekabelgondelbaan van het Zillertal. Aan het massieve karakter van de cabines en het aandrijfmechanisme heeft de Penkenbahn de bijnaam “Penkentanker” te danken.
In de winter is er alleen een ongeprepareerde afdaling richting Schwendau en Hippach. Doordat er dus geen afdaling naar het dalstation van de Penkenbahn in Mayrhofen gaat, moet men ook met de terugreis naar Mayrhofen de Penkenbahn dalwaarts nemen.

## Ramp op de oude Penkenbahn
Op 24 mei 2007, als voorbereiding op het zomerseizoen, was er een routinecontrole op de toenmalige Penkenbahn. Tijdens deze controle raakte er een gondel, om 10.30, 300 meter vanaf het dalstation en op 40 meter hoogte, los van de rails om nog steeds onbekende reden. Drie personeelsleden van de Mayrhofner Bergbahnen zaten op dit moment in deze gondel. Twee raakten er zwaargewond, een stierf er door dit ongeval. De omgeving was moeilijk te bereiken voor de drie helikopters die erop afgingen. De drie werknemers werden ter plekke geholpen.